# Hymenophyllum schiedeanum
Hymenophyllum schiedeanum là một loài dương xỉ trong họ Hymenophyllaceae. Loài này được C. Presl Müll. Hal. mô tả khoa học đầu tiên năm 1854.